# Шахта № 8
«Шахта №8» (эст. Auk Nr. 8, укр. Копанка номер 8, англ. Pit №8) — документальный фильм эстонского режиссёра Марианны Каат. События фильма происходят в городе Снежное, Донецкой области, Украине, где после закрытия шахт ведется добыча каменного угля на шахтах-«копанках».

## Сюжет
Документальный фильм «Шахта №8»   рассказывает об уникальной семье, живущей в городке Снежное Донецкой области на Украине. Внук когда-то могущественного директора Химмаша пятнадцатилетний Юра Сиканов, чтобы прокормить не только сестер, но и мать с отчимом, добывает в нелегальной шахте-«копанке» уголь. Душераздирающая история о выживании детей в условиях полного безразличия взрослого мира.

## Фестивали и награды
Фильм был показан на множестве фестивалей и завоевал награды на многих из них:
- Национальная премия Лавр за лучший полнометражный документальный фильм, Россия 2011[1];
- Специальный приз жюри на фестивале WatchDocs, Варшава, 2011;
- Специальный приз жюри на Минском Международном фестивале Листапад, Минск 2011[2];
- Серебряный Нанук за лучший полнометражный фильм на международном фестивале документального кино «Флаэртиана», Пермь 2011[2];
- приз Charles E. Guggenheim Emerging Artist Award и приз The Nicholas School Environmental Award на фестивале документального кино «Full Frame», США, 2011;
- специальное упоминание на 14-м кинофестивале «Тёмные ночи», Таллин, Эстония[2];
- лучший документальный фильм года 2010 — Достижения в области культуры Эстонии[2];
- специальное упоминание на кинофестивале ZagrebDox, Хорватия, 2011.

## Факты
- Фильм демонстрировался на фестивалях в 30 странах мира[3].
- Фильм был запрещен к показу на фестивале в Киеве в 2012 году[4].
- Обсуждение фильма идет на множестве форумов на Украине и в России. Режиссёр и продюсер фильма ведет страницу сообщества поклонников фильма.